# Hospital St. Laurentii (Weißenfels)

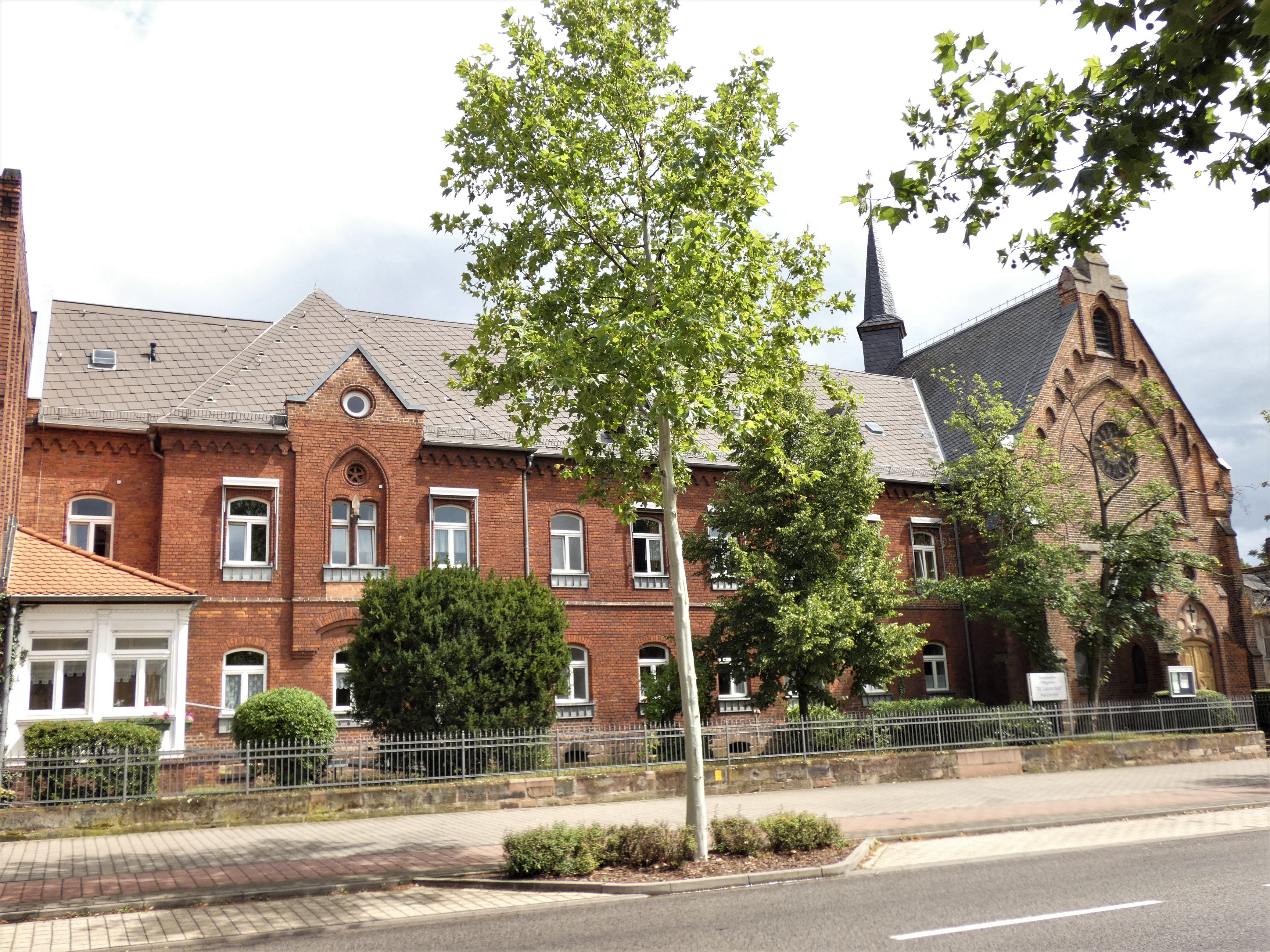
Hospital St. Laurentii mit Kirche

Das Hospital St. Laurentii mit angeschlossener Kirche ist ein denkmalgeschütztes Gebäude in Weißenfels in Sachsen-Anhalt. Im örtlichen Denkmalverzeichnis ist die Anlage unter der Erfassungsnummer 094 15267 als Baudenkmal verzeichnet. Es wird als Altenheim genutzt.

## Lage
Es befindet sich auf der Ostseite der Merseburger Straße, nördlich der Einmündung der Hospitalstraße unter der Adresse Merseburger Straße 19.

## Allgemeines und Architektur
Der Gebäudekomplex umfasst ein Pflegeheim und eine Kirche. Die Kirche ist als einschiffige Saalkirche im Stil der Neogotik gestaltet, wobei sich die Architektur auf die norddeutsche Backsteingotik bezieht. Die Kirche wurde, wie bei Hospitalkirchen üblich, ohne Turm errichtet, man setzte lediglich einen Dachreiter. Das Innere der Kirche ist mit einer mit Sprengwerk verzierten Tonnendecke überspannt. Es besteht eine umlaufende Empore. Die qualitätvolle Ausstattung mit Altar, Kanzel, Orgel und Glasgemälde ist neogotisch.
Die Seitengebäude sind schlichter gestaltet.
Eine Gedenktafel erinnert an das hier veranstaltete erste Friedensgebet in Weißenfels am 11. Oktober 1989 mit etwa 160 Menschen.

## Geschichte
Bereits im Jahr 1274 wird in der Merseburger Straße ein Hospital erwähnt; in einer Chronik aus dem frühen 18. Jahrhundert wird ein Hospital mit dem Namen Lorentz-Spital, Saalspital oder auch reichen Spital genannt. Über die Stiftung des Spitals berichten zwei verschiedene Chroniken. Zum einen soll ein Stifter, namens Laurentius von Jaucha, seinen Hof der Stadt Weißenfels unter der Bedingung, ein Hospital mit seinem Namen zu errichten, überlassen haben. Durch die Übergabe des Hofes mit all seinen Besitzungen, unter anderen das Backhaus in Markwerben, galt das Hospital von Anfang an als reich. Nach einer anderen Chronik habe der Markgraf Dietrich der Weise von Landsberg das Hospital gegründet und später der Stadt Weißenfels übergeben.
Bereits 1571 wurde ein dreijähriger Neubau notwendig, der die Kirche und das Hospital umfasste.
An heutiger Stelle wurde das Hospital erst 1877/78 als Altenheim mit Kirche erbaut. Das frühere Gebäude wurde 1878 abgerissen, da die Eisenbahn das Gelände benötigte. Die Hospitalkirche wurde schrittweise von 1902 bis 1925 zu Kirchenzwecken genutzt. Eine eigene Kirchengemeinde wurde 1925 gebildet.
Im früheren Hospital hat heute das Pflegeheim St. Laurentius sein Domizil. Die Kirche dient auch als Museum für den Orgelbaumeister Friedrich Ladegast, der sich 1847 in Weißenfels niederließ und hier auch verstarb.